# Lowell Observatory Near-Earth-Object Search
El Lowell Observatory Near-Earth-Object Search (LONEOS) es un programa dirigido por la NASA y por el Observatorio Lowell cuya misión es localizar objetos astronómicos en órbitas próximas de la Tierra. El programa inició las observaciones en diciembre de 1997.
LONEOS usa un telescopio con un espejo principal de 0,6 m de abertura que permite tener un campo de visión de aproximadamente tres grados celestes. La tasa de rastreo es de cerca de 1000 grados cuadrados por noche con lo que consigue cubrir todo el cielo en cerca de un mes. Este programa ha detectado asteroides hasta una magnitud visual de cerca de 20. Computadoras que usan software desarrollado al efecto aseguran el manejo del telescopio.
Además de descubrir miles de asteroides (2002 VE68), el programa LONEOS también descubrió los cometas 150P/LONEOS y 159P/LONEOS.